# Araformák

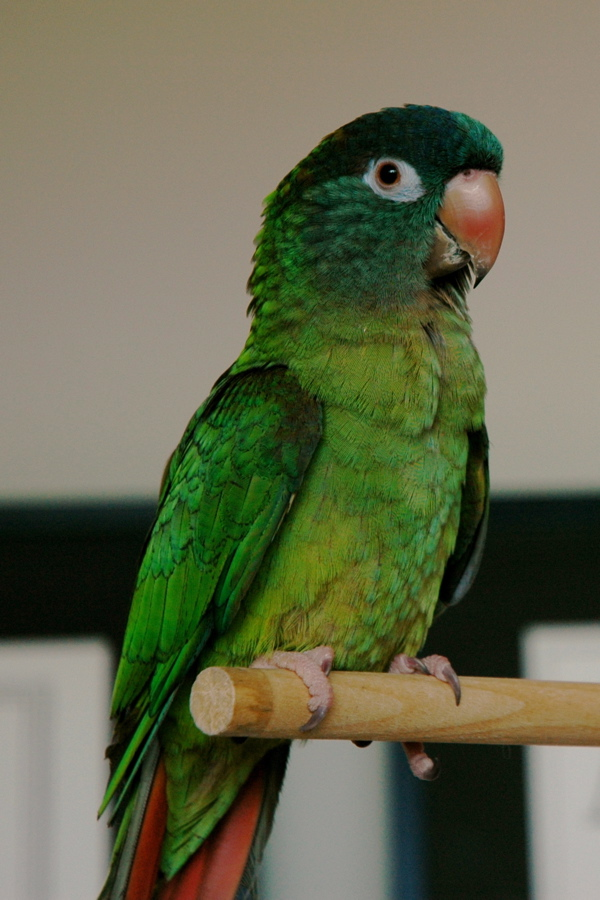
Ékfarkú aratinga (Aratinga acuticaudata)

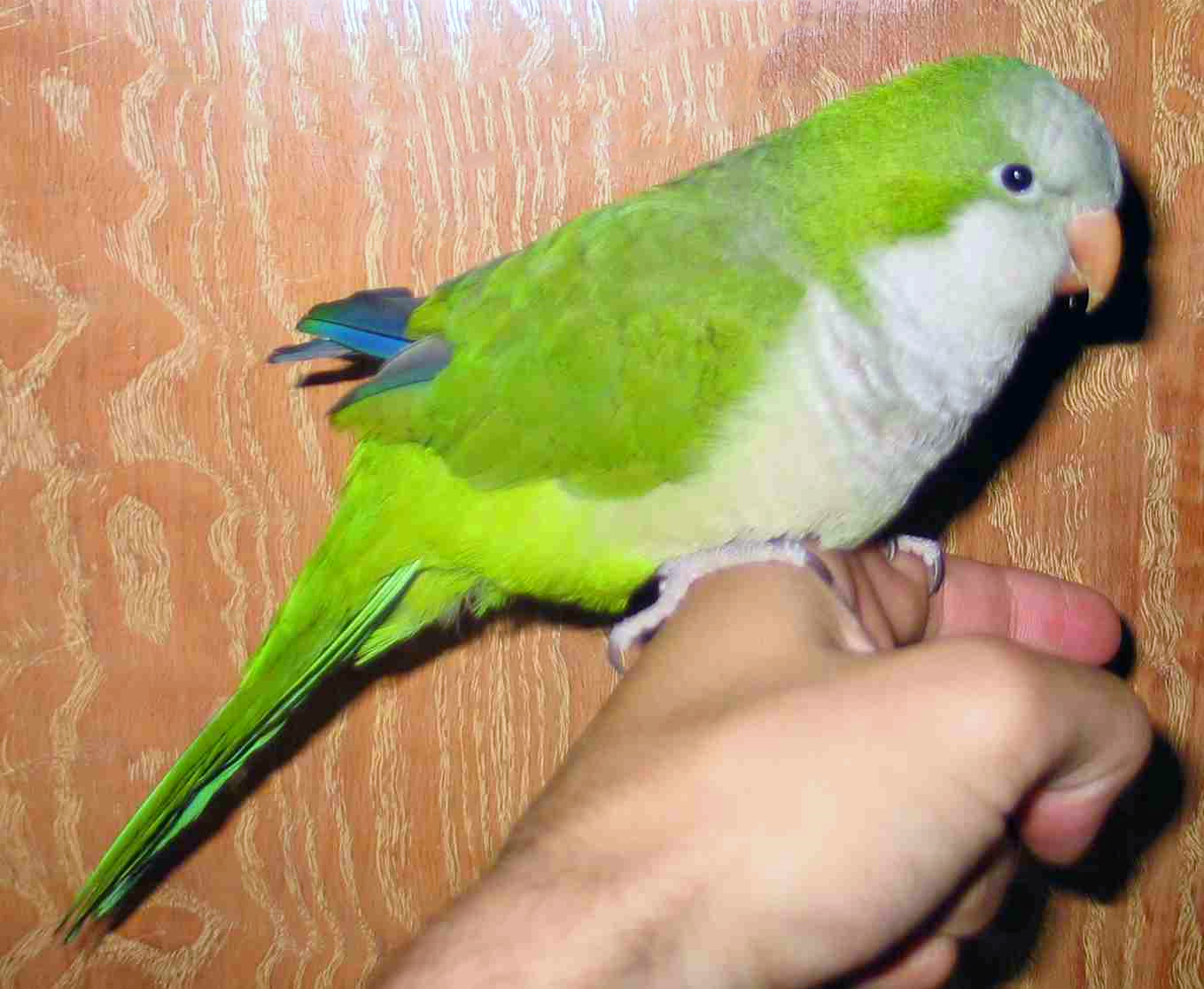
Barátpapagáj (Myiopsitta monachus)

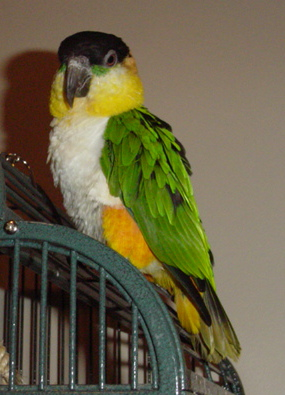
Feketesapkás papagáj (Pionites melanocephalus)

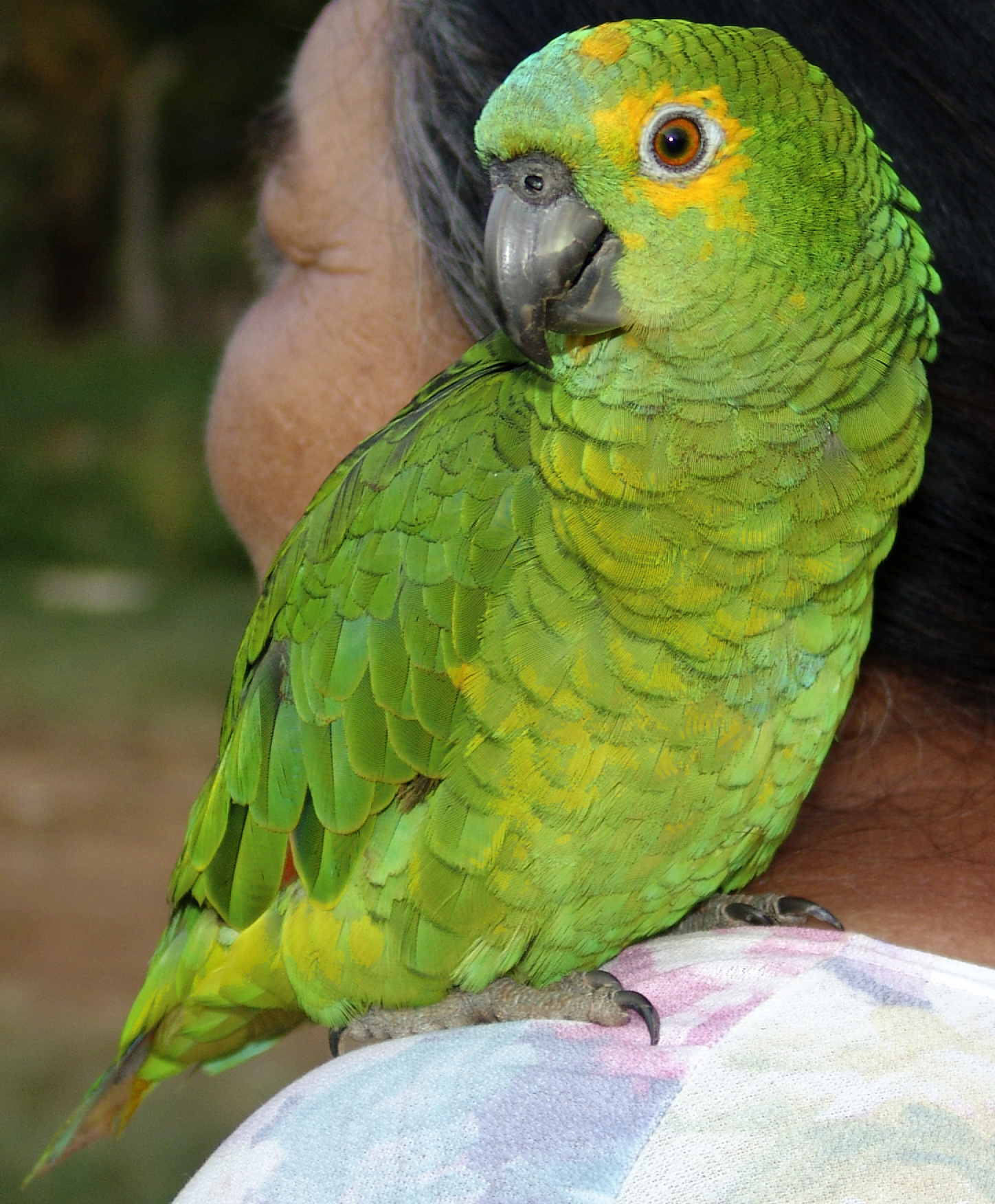
Kékhomlokú amazon (Amazona aestiva)

Az araformák (Arinae) a madarak (Aves) osztályának papagájalakúak (Psittaciformes) rendjébe a papagájfélék (Psittacidae) családjába tartozó alcsalád. Elterjedésük az újvilági faunabirodalomra korlátozódik. Egyes rendszerbesorolások nem használják az alcsaládot.

## Rendszerezésük
Az alcsaládba az alábbi nemzetségek, nemek és fajok tartoznak.

### Citrompapagáj-rokonúak(Amoropsittacini)
A nemzetségbe négy nemet sorolnak:
- Psilopsiagon - 2 faj
- Nannopsittaca - 2 faj
- Bolborhynchus - 3 faj
- Touit - 8 faj

### Brotogerini
A nemzetségbe két nemet sorolnak:
- Myiopsitta - 2 faj
- Brotogeris - 8 faj

### Amazonrokonúak(Androglossini)
A nemzetségbe nyolc nemet sorolnak:
- Pionopsitta - 1 faj
- Triclaria - 1 faj
- Pyrilia - 7 faj
- Hapalopsittaca - 4 faj
- Graydidascalus - 1 faj
- Alipiopsitta - 1 faj
- Pionus - 8 faj
- Amazona - 34 recens és 2 kihalt faj

### Verébpapagáj-rokonúak(Forpini)
A nemzetségbe egy nemet sorolnak:
- Forpus - 8 faj

### Ararokonúak(Arini)
A nemzetségbe 20 nemet sorolnak:
- Deroptyus - 1 faj
- Pionites - 4 faj
- Pyrrhura - 32 faj
- Enicognathus - 2 faj
- Cyanoliseus - 1 faj
- Rhynchopsitta - 2 faj
- Leptosittaca - 1 faj
- Ognorhynchus - 1 faj
- Guaruba - 1 faj
- † Conuropsis - 1 kihalt faj
- Aratinga - 6 faj
- Eupsittula - 6 faj
- Thectocercus - 1 faj
- Psittacara - 10 recens és 1 kihalt faj
- Diopsittaca - 2 faj
- Anodorhynchus - 3 faj
- Cyanopsitta - 1 faj
- Orthopsittaca - 1 faj
- Primolius - 3 faj
- Ara - 8 recens és 1 kihalt faj